# 𐤈
La ṭet (𐤈‏‏‏‏‏‏) es la novena letra del alfabeto fenicio. Representaba el sonido oclusivo, dental, sordo y velarizado transliterado como /ṭ/ o /tˤ/. De esta letra derivan la tēth siríaca (ܛ), la tet hebrea (ט), las ṭāʾ (ط) y ẓāʾ (ظ) árabes, la theta (Θ) griega y la Ѳ cirílica.

## Historia

### Origen
Literalmente en fenicio significa «rueda». Pero según Brian Colles el glifo deriva de otro basado en nfr que significa "bueno" utilizado en la Edad del Bronce con la lectura ṭab y el significado de «bueno», que conservan los adjetivos tav en arameo, tov (טוב) en hebreo y ṭayyib (طَيّب) en árabe, últimamente derivado del jeroglífico de «bueno» (nfr). A este respecto es de destacar que en la Biblia se utiliza la palabra tov en capítulos alfabéticos para representar la tet hebrea.
| F35 |

### Evolución
| Fenicio | Púnico | Arameo   | Arameo  | Arameo | Arameo    |
| Fenicio | Púnico | Imperial | Nabateo | Hatreo | Palmireno |
| ------- | ------ | -------- | ------- | ------ | --------- |
|         |        |          |         |        |           |

## Descendientes

### Alfabeto árabe
La letra se llama ṭāʾ  طَاءْ. Su pronunciación en árabe estándar moderno es /tˤ/.
| Posición | Aislada | Final | Media | Inicial |
| -------- | ------- | ----- | ----- | ------- |
| Forma:   | ط       | ـط    | ـطـ   | طـ      |

### Alfabeto hebreo
El nombre en ortografía hebrea de la letra es טֵית y por la influencia askenazí en el hebreo moderno que se habla en el Estado de Israel su sonido suena igual que el de tav ת. Sin embargo, tet puede ser faríngeo para producir [tˤ] en la pronunciación tradicional yemenita y sefardí.

## Símbolos similares
Para el producto tensorial se utiliza un símbolo similar al teth fenicio, {\displaystyle \otimes }, pero este proviene de un desarrollo independiente mediante modificación del signo de multiplicación ×. 

## Codificaciones de caracteres
| Carácter      | ט                 | ט                 | ط                 | ط                 | ܛ                  | ܛ                  | ࠈ                    | ࠈ                    |
| ------------- | ----------------- | ----------------- | ----------------- | ----------------- | ------------------ | ------------------ | -------------------- | -------------------- |
| Unicode       | HEBREW LETTER TET | HEBREW LETTER TET | ARABIC LETTER TAH | ARABIC LETTER TAH | SYRIAC LETTER TETH | SYRIAC LETTER TETH | SAMARITAN LETTER TIT | SAMARITAN LETTER TIT |
| Codificación  | decimal           | hex               | decimal           | hex               | decimal            | hex                | decimal              | hex                  |
| Unicode       | 1496              | U+05D8            | 1591              | U+0637            | 1819               | U+071B             | 2056                 | U+0808               |
| UTF-8         | 215 152           | D7 98             | 216 183           | D8 B7             | 220 155            | DC 9B              | 224 160 136          | E0 A0 88             |
| Ref. numérica | &#1496;           | &#x5D8;           | &#1591;           | &#x637;           | &#1819;            | &#x71B;            | &#2056;              | &#x808;              |

| Carácter      | 𐎉                   | 𐎉                   | 𐡈                            | 𐡈                            | 𐤈                     | 𐤈                     |
| ------------- | ------------------- | ------------------- | ---------------------------- | ---------------------------- | --------------------- | --------------------- |
| Unicode       | UGARITIC LETTER TET | UGARITIC LETTER TET | IMPERIAL ARAMAIC LETTER TETH | IMPERIAL ARAMAIC LETTER TETH | PHOENICIAN LETTER TET | PHOENICIAN LETTER TET |
| Codificación  | decimal             | hex                 | decimal                      | hex                          | decimal               | hex                   |
| Unicode       | 66441               | U+10389             | 67656                        | U+10848                      | 67848                 | U+10908               |
| UTF-8         | 240 144 142 137     | F0 90 8E 89         | 240 144 161 136              | F0 90 A1 88                  | 240 144 164 136       | F0 90 A4 88           |
| Ref. numérica | &#66441;            | &#x10389;           | &#67656;                     | &#x10848;                    | &#67848;              | &#x10908;             |